# Castelnovo di Sotto
Castelnovo di Sotto ist eine italienische Gemeinde (comune) mit 8599 Einwohnern (Stand 31. Dezember 2023) in der Provinz Reggio Emilia in der Emilia-Romagna. Die Gemeinde liegt etwa 13 Kilometer nordwestlich von Reggio nell’Emilia etwa 10 Kilometer südlich des Po. Seit 2001 führt die Gemeinde den Titel città, Stadt.

## Verkehr
Sehenswert ist der Parco Rocca G.B. Guatteri. Castelnovo di Sotto liegt wenige Kilometer nördlich der Autostrada A1 von Mailand über Bologna nach Rom und Neapel. Die frühere Strada Statale 358 di Castelnovo von Cadelbosco di Sopra nach Casalmaggiore ist mittlerweile zu einer Provinzstraße herabgestuft worden.
Der frühere Bahnhof an der Bahnstrecke Reggio nell’Emilia – Boretto ist mit der Stilllegung der Strecke 1955 ebenfalls geschlossen worden. Im Film Hochwürden Don Camillo ist die Station zu sehen.

## Persönlichkeiten
- Luigi Amedeo Melegari (1805–1881), Jurist und Politiker
- Stefano Baldini (* 1971), Marathonläufer (Olympiasieger)